# Gouvernement John Jones Ross
Québec
Gouvernement Mousseau Gouvernement Mercier
Le mandat du gouvernement de John Jones Ross, devenu premier ministre du Québec à la suite de la démission de son prédécesseur Joseph-Alfred Mousseau, s'étendit du 23 janvier 1884 au 25 janvier 1887. Étant membre du Conseil législatif, il ne siègeait pas à l'Assemblée législative.

## Caractéristiques
Le gouvernement de John Jones Ross est ébranlé par l'insurrection des Métis en 1885 et, plus encore, par l'exécution de leur chef Louis Riel. Plusieurs députés du parti de Ross, le Parti conservateur, l'accusent de n'avoir pas intercédé auprès du gouvernement fédéral pour l'en empêcher et décident de former une coalition avec les libéraux d'Honoré Mercier : le Parti national. La coalition remporte les élections de 1886. Ross tente de garder le pouvoir mais, devant la contestation grandissante de certains membres de son parti, préfère laisser la place à son leader à l'assemblée, Louis-Olivier Taillon. Le gouvernement de celui-ci ne dure pas quatre jours puisqu'il est battu à l'assemblée par une motion de non confiance. Les conservateurs n'ont plus le choix que de laisser le pouvoir à Mercier.

## Chronologie
- 23 janvier 1884 : assermentation du cabinet Ross devant le lieutenant-gouverneur Théodore Robitaille. Comme Ross est membre du Conseil législatif, c'est Taillon qui doit agir comme leader du gouvernement à l'Assemblée législative.
- 27 mars 1884 : début de la troisième session de la 5e législature. Ross refuse d'accorder une enquête sur la vente du Québec, Montréal, Ottawa et Occidental, qu'il réclamait pourtant à l'époque de Mousseau et de Chapleau.
- Avril 1884 : l'Assemblée législative adopte un projet de loi accordant au curé Labelle un projet de loterie devant subventionner la colonisation. Le Conseil législatif, à prédominance ultramontaine, vote cependant contre.
- 5 mars 1885: la quatrième session de la 5e législature est marquée par l'inquiétude concernant l'insurrection des Métis de Louis Riel dans l'Ouest du Canada.
- 22 novembre 1885 : assemblée du Champ-de-Mars à la suite de l'exécution de Louis Riel. Wilfrid Laurier et Honoré Mercier y prononcent des discours accusant John A. Macdonald de l'avoir abandonné à la haine des fanatiques. Les conservateurs québécois sortent ébranlés de la crise car plusieurs d'entre eux, déçus de l'attitude de leur chef, abandonnent leur parti pour tenter une alliance avec les libéraux de Mercier.
- 8 avril 1886 : cinquième session parlementaire de la 5e législature. Les attaques de Mercier contre le gouvernement Ross se font cinglantes, l'accusant de n'avoir fait aucune représentation au gouvernement fédéral afin d'empêcher l'exécution de Riel.
- Été 1886: Mercier annonce la création d'un Parti national, unissant les libéraux et les conservateurs qui blâment leur parti d'avoir permis l'exécution de Riel.
- 14 octobre 1886 : élections générales. Les libéraux remportent 33 circonscriptions, les conservateurs 26 et les conservateurs nationaux 3. Malgré la majorité libérale, les conservateurs tentent de rester au pouvoir car ils espèrent le ralliement des nationaux.
- 25 janvier 1887 : démission du cabinet Ross. Le lieutenant-gouverneur Louis François Rodrigue Masson demande à Louis-Olivier Taillon de former le nouveau gouvernement. Celui-ci est le même que celui de Ross en plus de Henry Starnes qui devient commissaire de l'Agriculture et des Travaux publics.
- 27 janvier 1887 : début de la première session de la 6e législature.
- 28 janvier 1887 : l'opposition vote une motion de non confiance. Taillon démissionne.
- 29 janvier 1887 : le lieutenant-gouverneur Masson demande à Honoré Mercier de former le prochain gouvernement.

## Composition
| Rôle                                                | Titulaire             |
| --------------------------------------------------- | --------------------- |
| Premier ministre                                    | John Jones Ross       |
| Commissaire de l'Agriculture et des Travaux publics | John Jones Ross       |
| Secrétaire provincial                               | Jean Blanchet         |
| Trésorier provincial                                | Joseph Gibb Robertson |
| Procureur général                                   | Louis-Olivier Taillon |
| Commissaire des Terres de la Couronne               | William Warren Lynch  |
| Commissaire des Chemins de fer                      | Edmund James Flynn    |